# Võ Minh Chiến
Võ Minh Chiến (sinh năm 1956) nguyên là một chính khách Việt Nam. Ông nguyên là Ủy viên Trung ương Đảng Cộng sản Việt Nam khóa X, XI, nguyên Phó Trưởng Ban Chỉ đạo Tây Nam Bộ, nguyên Bí thư Tỉnh ủy Sóc Trăng, Trưởng đoàn Đại biểu Quốc hội tỉnh Sóc Trăng, nguyên Chủ tịch Hội đồng nhân dân tỉnh.

## Thân thế và Sự nghiệp
Ông sinh ngày 22 tháng 6 năm 1956, tại xã Hòa Tú, huyện Mỹ Xuyên, Sóc Trăng. Sinh ra trong một gia đình giàu truyền thống cách mạng ở xã Hoà Tú 1, huyện Mỹ Xuyên, tỉnh Sóc Trăng. Ông Võ Minh Chiến tốt nghiệp Đại học Luật, Cao cấp Thanh vận, trước khi về công tác tại Tỉnh ủy Sóc Trăng đã từng giữ chức vụ Bí thư Tỉnh đoàn Sóc Trăng, Bí thư Thị ủy thị xã Sóc Trăng.
Chiều ngày 3 tháng 10 năm 2007, Phó Trưởng ban Tổ chức Trung ương Trần Quốc Huy đã công bố quyết định nghỉ hưu theo chế độ từ ngày 1/10/2007 đối với ông Nguyễn Thanh Bình, Bí thư Tỉnh ủy, Chủ tịch Hội đồng nhân dân tỉnh Sóc Trăng. Đồng thời công bố quyết định phân công ông Võ Minh Chiến, Ủy viên Trung ương Đảng, Phó Bí thư thường trực Tỉnh ủy giữ chức Bí thư Tỉnh ủy Sóc Trăng nhiệm kỳ 2005-2010.
Ngày 24/3/2015, ông đã được Bộ Chính trị điều động giữ chức Phó Trưởng ban Chỉ đạo Tây Nam Bộ.
Ngày 24/5/2016, được Bộ Chính trị cho nghỉ hưu.